# К'єлль Інге Рокке
К'єлль Інге Рокке (норв. Kjell Inge Røkke;  25 жовтня 1958) — норвезький бізнесмен, філантроп, один із найбагатших людей Норвегії, власник багатопрофільної компанії Aker ASA.
Він був засуджений за корупцію у 2005 році й відбув час у в'язниці. У 2018 році Рокке вважався найбагатшою людиною в Норвегії, зі статком 20,6 млрд крон, це приблизно 2,4 млрд доларів США.

## Біографія

### Бізнес
Рокке розпочинав як рибалка у віці 18 років, не маючи закінченої середньої або вищої освіти. У 1979 році він переїхав до США, щоб працювати на риболовецьких траулерах на Алясці. Працюючи рибалкою, він заощадив достатньо грошей, щоб купити свій перший траулер. Урешті-решт він заснував American Seafoods Company з офісом у Сіетлі, штат Вашингтон, володіючи на той час і керуючи American Seafoods and Resource Group International (RGI), до складу якої входили Brooks Sports і Геллі Хансен. У середині 1990-х років Рокке повернувся до Норвегії. 
У 1996 став основним акціонером компанії Aker, коли його компанія Resource Group International (RGI) придбала контрольну частку акцій Aker. Ці дві компанії згодом злилися. Злиття між RGI та Aker було завершено в січні 1997 року. Aker ASA — це промислова інвестиційна компанія, інтереси якої зосереджені в нафтових і газових морських активах та морських біотехнологічних секторах. Промислові холдинги компанії включають Aker BP, Aker Solutions, Akastor, Kvaerner, Ocean Yield та Aker BioMarine. Через Акер, Рокке отримав важливе положення в рибальстві, і придбав давно створений рибний бізнес J.M. Йогансена з корінням ще до 1876 року. Нерухомість і корабельня також є частиною нового портфелю компанії.
В інтерв'ю норвезькій газеті «Aftenposten» (опубліковано 1 травня 2017) Рокке сказав, що планує віддати більшу частину свого статку. Як подальший крок у цьому плані він приєднався до віддачі застави у 2017 році й заснував ініціативу REV Ocean. REV Ocean, очолюючи колишнього Генерального директора WWF Норвегії Ніну Дженсен, працює над покращенням нашого розуміння океану та створенням конкретних рішень через три ініціативи: найбільше у світі науково-експедиційне судно (REV), штаб-квартиру Світового океану і відкриту, глобальну платформу даних. Дослідницьке й експедиційні судна 183 м, океан REV, повинні бути доставлені у 2022 році в Рокке. Найдовша у світі супер'яхта, як повідомляється, має три басейни й 35-місний зал.
Рокке був описаний Forbes як той, хто «побудував репутацію безжального корпоративного рейдера».
У 2005 році Рокке був обраний топменеджером в Норвегії Dagens Næringsliv. Серед 18 номінантів, Рокке отримав майже 1/3 голосів.
У 2006 році Рокке виграв премію «Peer Gynt of the Year». Премія вручається щороку людині або установі, що відзначилася в Норвегії та покращила міжнародну репутацію Норвегії. Члени Фестивалю Peer Gynt, представники парламенту і колишні переможці премії Peer Gynt можуть пропонувати кандидатів на цю нагороду.
Станом на 31 грудня 2016 року Роке разом зі своєю дружиною Енн Грете Ейдвіг володіє 68,2%акцій Aker ASA. Станом на травень 2017 року його статки склали $2,7 млрд.

### Благочинність
16 травня 2017 року Рокке оголосив, що фінансує покупку гігантського дослідницького судна. Корабель будується у співпраці з Всесвітнім фондом дикої природи (WWF) у Норвегії. 181-метрове судно планується спустити влітку 2020 року. Обладнання на борту корабля дозволить дослідникам вимірювати атмосферу та море на глибині до 6000 м, у тому числі до 20 метрів під морським дном. Підводні мінічовни, а також підводні й надводні безпілотні літаки будуть у складі судна. Також на судні буде навчальна аудиторія та сім лабораторій. Крім того, корабель зможе збирати з поверхні моря та плавити до п'яти тонн пластмаси щодня без шкідливих викидів.
Рокке, разом із дружиною Енн Грете Ейдсвіг, заснували фонд, що надає стипендії норвезьким студентам для навчання в престижних вишах світу.

## Цікаві факти
- Рокке страждає дислексією. Проте він стверджує, що це допомогло йому досягти успіху.[13]
- У 2005 році Рокке засудженний на 120 днів ув'язнення за корупцію, пов'язану з нелегальною закупівлею ліцензій на човни. Відбув 25 днів арешту у в'язниці Гоф та був достроково звільнений.